# Ma Ťien-fej
Ma Ťien-fej, čínsky pchin-jinem Mǎ Jiànfēi, znaky zjednodušené 马剑飞 (* 24. července 1984 Kanton) je čínský sportovní šermíř, který se specializuje na šerm fleretem. Čínu reprezentuje od prvního desetiletí jednadvacátého století. Na olympijských hrách startoval v roce 2012 a 2016 v soutěži jednotlivců a družstev. V soutěži jednotlivců se na olympijských hrách 2012 probojoval čtvrtfinále. V roce 2014 obsadil druhé místo na mistrovství světa v soutěži jednotlivců. S čínským družstvem fleretistů vybojoval v roce 2011 titul mistrů světa.